# Божевільна гра (фільм, 1933)
«Божевільна гра» (англ. The Mad Game) — американська кримінальна драма режисера Ірвінга Каммінгса 1933 року.

## Сюжет
Коли лідер угруповання бутлегерів вирушає за ґрати, його банда стає викрадачами і краде прийомну дочку судді, який виявляється змушений випустити його на свободу, щоб він розібрався зі своїми колишніми спільниками.

## У ролях
- Спенсер Трейсі — Едвард Карсон
- Клер Тревор — Джейн Лі
- Ральф Морган — суддя Пенфілд
- Говард Леллі — Томас Пенфілд
- Дж. Керолл Нейш — Чоппер Аллен
- Джон Мільян — Вільям Беннетт
- Метт Макг'ю — Баттс МакГі
- Кетлін Бурк — Мерилін Кірк
- Мері Мейсон — Ліла Пенфілд
- Віллард Робертсон — начальник
- Джон Девідсон — доктор
- Пол Фікс — Лу
- Джеррі Дівайн — Майк